# Pymatuning Reservoir
Das Pymatuning Reservoir ist ein Stausee in den US-Bundesstaaten Ohio und Pennsylvania. Er hat ein Fassungsvermögen von 64,275 Milliarden Gallonen bei 69,15 km² Wasserfläche. Der See ist 27 km lang bei einer durchschnittlichen Breite von 2,57 km, einer maximalen Tiefe von 10,7 m und einem Pegel von 305 Meter.
Der See liegt komplett in zwei gleichnamigen State Parks, deren gemeinsame Grenze identisch mit der Staatengrenze ist. Die Parkfläche mit dem Gewässer beträgt insgesamt 126 km² davon entfallen 30 km² Land- und 55,5 km² Wasserfläche auf den Pymatuning State Park (Pennsylvania) sowie 26,8 km² Land und 13,65 km² Wasserfläche auf den Pymatuning State Park (Ohio).
Die ersten Bewohner der Gegend waren Indianer der Monongahelas, die das Gebiet aus unbekannten Gründen verließen. Zwei ihrer Mounds liegen unter dem jetzigen Stausee. Die weißen Siedler hatten Problem mit dem Marschland oder verloren ihr Vieh im Treibsand. Gefährliche Sümpfe, schwimmende Inseln und die Unsicherheit darüber, feststellen zu können, wo das Land aufhörte und der See begann, waren alltäglich. Bären, Berglöwen und Füchse hatten als Raubwild reiche Beute. Stechmücken, die das Gelbfieber übertragen konnten, erschwerten das Leben zusätzlich. Ein Bohlenweg sollte Abhilfe schaffen und das Gebiet passierbar machen. Einige Farmer begannen damit einzelne Abschnitte des Sumpfgebietes zu entwässern um Anbauflächen für Zwiebeln zu schaffen.
1868 wurde durch Erkundungen festgestellt, dass das gesamte Gebiet drainiert, entwässert und trockengelegt werden könnte um es in Landwirtschaftliche Nutzflächen umzuwandeln. Die Hoffnungen der Farmer wurden jedoch zunichtegemacht, weil auch festgestellt wurde, dass ein ausgetrockneter Sumpf die industriellen Bedürfnisse des Beaver Valley und Shenango Valley zerstören würde.
1911 wurde beschlossen, eine Machbarkeitsstudie für einen Dammbau in Auftrag zu geben. 1913 verursachte eine Überschwemmung Todesopfer und Schäden in Höhe von 3 Mio. US-Dollar. Danach wurden 1,2 Mio. Dollar von der Legislative für einen Dammbau bereitgestellt. Gouverneur John Tener kürzte den Betrag jedoch auf 100.000 Dollar. Es dauerte noch bis 1931, bis alle notwendigen Ländereien erworben waren und Gouverneur Gifford Pinchot stellte 1,5 Millionen Dollar für den Dammbau zur Verfügung. Mit der Hilfe von 7000 Menschen konnte der Staudamm 1934 vollendet werden. Die Gesamtkosten des Bauvorhabens beliefen sich auf 3.717.739 Dollar.
Die drei wesentlichen Gründe für den Bau waren eine Vorratshaltung an Trinkwasser für Industrie und Haushalte entlang des Shenango und Beaver Valleys, ein Rückhaltebecken zu Vermeidung künftiger Flutkatastrophen und die Entwicklung eines Erholungsgebietes.
Von 1937 bis 1971 war das Water and Power Resources Board zuständig und anschließend das Department of Environmental Resources, das auch den Pymatuning State Park einrichtete. Am See gibt es Weißkopfseeadler und zahlreiche Wasservögel. Im See leben unter anderem Sander Vitreus und Muskellunge.

## Verweise
1. ↑  http://www.dcnr.state.pa.us/news/resource/res2005/05-0830-pymatuningsp.aspx